# پل بدون بازگشت
"پل بدون بازگشت" (به انگلیسی: Bridge of No Return) نام پلی است که در منطقه امنیتی مشترک (JSA) واقع شده‌است. این پل از خط مرزبندی نظامی (MDL) بین کره شمالی و کره جنوبی عبور می‌کند.